# Isoetes transvaalensis
Isoetes transvaalensis là một loài dương xỉ trong họ Isoetaceae. Loài này được Jermy & Schelpe mô tả khoa học đầu tiên.